# سازمان همکاری‌های فضایی آسیا و اقیانوسیه
سازمان همکاری‌های فضایی آسیا و اقیانوسیه (اپسکو) (به انگلیسی: Asia-Pacific Space Cooperation Organization (APSCO)) یک سازمان بین‌المللی به عنوان یک نهاد مستقل و غیرانتفاعی است که با وضعیت کاملاً بین‌المللی قانونی اداره می‌شود. دفتر مرکزی سازمان اپسکو در پکن، جمهوری خلق چین مستقر شده‌است.

## اعضای اپسکو
اعضای آن عبارتند از سازمان از: بنگلادش، چین، ایران، مغولستان، پاکستان، پرو، تایلند و ترکیه. همچنین اندونزی کنوانسیون اپسکو را امضا کرده‌است. و
کنوانسیون اپسکو در ۲۸ اکتبر ۲۰۰۵ به صورت رسمی در پکن امضا شد؛ در مراسم بنیان‌گذاری نمایندگانی نیز از روسیه، اکراین، شیلی، فیلیپین و برزیل حضور داشتند.

## مراحل تصویب عضویت ایران در اپسکو
تصویب در مجلس شورای اسلامی: ۱۳۸۵/۰۴/۲۷

تأیید شورای نگهبان: ۱۳۸۵/۰۴/۲۸

ابلاغ ریاست جمهور: ۱۳۸۵/۰۵/۱۵